# 眞水徳一
眞水 徳一（しみず のりかず、1975年9月23日 - ）は日本の男性声優。東京俳優生活協同組合所属。神奈川県出身。

## 人物
CHK声優センター、俳協ボイスアクターズスタジオ第14期生を経て、東京俳優生活協同組合に所属。
声種はハイバリトン。
テレビ番組、映画に参加している。
趣味はコピーライティング（第45回宣伝会議賞 金賞）。特技はタイピング。
免許・資格は日本語学士、日本文学士（古文）。

## 主な出演作品

### テレビアニメ
2002年
- 犬夜叉（妖怪達）

### 劇場版アニメ
1981年
- 機動戦士ガンダム（ジオン公国群衆）

### 特撮
2001年
- 百獣戦隊ガオレンジャー（シグナルオルグの声）

2003年
- 爆竜戦隊アバレンジャー（トリノイド8号キンモクセイカミカクシの声）

### ドラマCD
- 山田太郎ものがたり（男子生徒）

### ナレーション
- ニュースプラス1特集
- ワールドグランプリ2005
- 人気者でいこう!
- THE LABO
- 科学標本の世界
- サンキュ!Style
- 動物おもしろビデオショー
- 不便な便利屋

#### 駅自動放送
- 新永楽型放送 - 2014年11月28〜・JR西日本、IRいしかわ鉄道金沢駅、JR東日本（東北地方中心、あしかがフラワーパーク駅）